# Заповіт професора Доуеля
«Заповіт професора Доуеля» (рос. «Завещание профессора Доуэля») — радянський художній фільм, поставлений на Кіностудії «Ленфільм» режисером Леонідом Менакерм за мотивами роману Олександра Бєляєв «Голова професора Доуеля».
Прем'єра фільму у СРСР відбулася у жовтні 1984 року.

## Зміст
Професор Доуель довгий час працював над питанням безсмертя. Він не приховував своїх напрацювань від зацікавлених осіб. І ось професор пропав. Його розробками хоче заволодіти у своїх корисливих цілях його підопічний. Та куди ж все-таки подівся Доуель? І куди приведе його учня крива доріжка? Екранізація роману радянського фантаста Олександра Бєляєва.

## Ролі
- Ольгерт Кродерс — професор Доуель
- Ігор Васильєв — доктор Роберт Керн
- Валентина Титова — Марі Лоран
- Наталія Сайко — Анжеліка, Моніка, Єва
- Олексій Бобров — Артур Доуель
- Микола Лавров — полісмен Бакстер
- Олександр Пороховщиков — Гульд
- Ернст Романов — Річардсон
- Борис Цимба — Віллі
- Йосип Кринський — Сивий (в титрах не вказаний)
- Ерменгельд Коновалов — епізод (в титрах не вказаний)
- Тіто Ромаліо-мол. — епізод (в титрах не вказаний)
- Петро Шелохонов — епізод (в титрах не вказаний)

## Знімальна група
- Автори сценарію — Леонід Менакер, Ігор Виноградський
- Режисер-постановник — Леонід Менакер
- Оператор-постановник — Володимир Ковзель
- Художник-постановник — Юрій Пугач
- Композитор — Сергій Баневич
- Звукооператор — Оксана Стругіна
- Редактор — Є. Пєчніков
- Режисер — Анна Тубеншляк
- Оператор — А. Горьков
- Монтаж — Ірина Руденко
- Грим — Вадима Халаімова, Клавдії Малюк
- Костюми — Діана Мане
- Камерний хор Ленінградського державного інституту культури ім. Н. К. Крупської
  - Диригент — Микола Корнєв
- Декоратор — З. Ракитянска
- Скульптори — В. Малахієва, О. Сікорський
- Майстер світла — О. Третьяков
- Асистенти:
  - Режисера — Н. Сідова, Г. Товстих
  - Оператора — В. Гусєв, С. Охапкін
  - З монтажу — І. Арсеньєва
- Директор картини — Володимир Біленький
- Фільм знятий на плівці Шосткінського п/о «Свема».